# Строганов, Яков Аникеевич
Яков Аникеевич Строганов (9 октября 1528 — 8 сентября 1577) — крупный русский промышленник и купец.

## Биография
Представитель рода Строгановых. Старший сын Аникея Фёдоровича Строганова (1488—1570) и Софии Андреевны Бакулевой (1509—1567). Братья — Григорий и Семён, а остальные братья (Дмитрий, Кирилл, Михаил Большой, Семён, Михаил Меньшой, Фёдор Большой и Фёдор Меньшой) умерли в детском возрасте.
В 1559 году Яков Строганов вместе с отцом, матерью и братьями переселился из Сольвычегодска в Пермь Великую.
В марте 1568 года прошению Якова Строганова царь Иван Васильевич Грозный пожаловал ему во владение обширные земельные угодья на левой стороне реки Чусовая и Камы вниз до Ласвинского бора на 20 вёрст (4 129 217 десятин). Царское правительство разрешило Якову Строганову построить городки на реке Чусовой. Новые владения Якова Аникеевича были освобождены от податей и повинностей на 10 лет.
В 1570 году Яков Строганов построил Нижний Чусовской городок, Сылвенский и Яйвенский острожки. В августе 1572 года в ответ на убийство под городками Канкар и Кергедан черемисами и башкирами 87 русских «торговых людей» царское правительство приказало Якову и Григорию Строгановым, «выбрав охочих людей, ходить на них войною и приводить под высокую руку Царскую». Повстанцы предприняли поход на владения братьев Якова и Григория Строгановых, убили 487 человек, многих взяли в плен, сожгли и ограбили несколько деревень и починков. Братья собрали отряд «охочих казаков», который при поддержке остяков и вогуличей напал на мятежников. «Тех изменников скоро повоевали, жилища их разорили, многих убили, а оставшихся — мирными учинили».
Вскоре после смерти отца между Григорием и Яковом Аникеевичами, с одной стороны, и младшим их братом Семеном, жившим в Сольвычегодске, с другой, возникла вражда, причины которой остаются неизвестными. Дело дошло до царского суда, которым Семен Строганов в 1573 году был признан виновным и старшим братьям «выдан головой».
В 1573 году сибирский хан Кучум, опасавшийся усиления братьев Строгановых, организовал военный набег на их владения. Большой отряд из сибирских татар, остяков и вогуличей под предводительством царевича Маметкула 2 июня напал на чусовский городок Кангор, но не смог им овладеть. Однако противник умертвил многих из покорившихся русским туземцев в окрестностях. Яков и Григорий Строгановы отправили из Чусовского городка большой отряд против Маметкула, который отступил за Урал. Строгановы стали преследовать татар, по дороге они напали на поселения тех остяков и вогуличей, которые или присоединлись к отряду Маметкула, или так или иначе помогали последнему. Многие жители были убиты, «жен и детей в полон побрали, жилища в пепел обратили».
В марте 1574 года царь Иван Грозный приказал братьям Якову и Григорию Строгановым немедленно прибыть из Москвы в Александрову Слободу. Здесь царь имел с ними несколько продолжительных бесед, подробно расспрашивая их о разных обстоятельствах, связанных с взаимоотношениями прикамских земель и Сибири, и внимательно выслушивая их мнение о мерах, необходимых с целью обуздания татар и сибирского хана Кучума.
В мае того же года «именитые люди» Яков и Григорий Аникеевичи Строгановы получил от царя грамоту на новые обширные территории за Югорским Камнем на Тахчеях, на Тоболе и Иртыше и на Оби (Вагранские земли — 887 325 десятин и 42 квадратные сажени, Туринская пустошь — 99 110 десятин и 1575 квадратных сажен, Заозерская дача — 238 325 десятин).
В «Латухинской степенной книге» сообщается о том, что в 1574 году, во время пребывания Якова и Григория Строгановых в Москве, кто-то из них, по-видимому, именно Яков, с большим успехом «целил» Борису Годунову раны, нанесенные ему самим царем при одной из своих гневных вспышек.
18 мая 1577 года Якову Строганову была дана царская грамота на разработку железных руд, отысканных им в болотах Содромской волости на Ваге.
Сам Яков Строганов проживал в Нижнем Чусовском городке.
В сентябре 1577 года 48-летний Яков Аникеевич Строганов скончался. Его похоронили в Благовещенском соборе Сольвычегодска. По его завещанию левый берег Чусовой и Сылва достались его младшему брату Семёну, а правый берег реки — единственному сыну Максиму.

## Семья и дети
С 1545/1546 года был женат на Евфимии Фёдоровне Охлопковой (1530—1593), дочери Фёдора (Кондратия) Васильевича Охлопкова (ум. 1568) и Марии (в монашестве — Марфы) (ум. 1569). 
Дети:
- Анна
- Варвара (1546—1627), жена посадского человека из Вологды Ивана Чудинова
- Иоаким (ок. 1547 — ок. 1550)
- Дмитрий (ок. 1548 — ок. 1551)
- Моисей (ок. 1549 — ок. 1552)
- Матрона (род. ок. 1550 — умерла в младенчестве)
- Евфимия (род. ок. 1551 — умерла в младенчестве)
- Ульяна (род. ок. 1552 — умерла в младенчестве)
- Феодосия (ок. 1553—1586)
- Иван (ок. 1554 — ок. 1557)
- Михаил (ок. 1556 — ок. 1557)
- Максим (1557—1624)